# 三棵树街道
三棵树街道是中华人民共和国江苏省宿迁市宿城区下辖的一个街道办事处。
2017年12月21日，江苏省人民政府批复同意撤销三棵树乡，以原三棵树乡的三树、朱庄、叶圩、韩庄、前周、杨圩、佟圩、许圩、大华、杨楼10个居委会区域设立三棵树街道，街道办事处驻朱庄居委会境内，办公地址为上海路1号。

## 行政区划
三棵树街道下辖以下村级行政区划单位：
三树社区、许圩社区、朱庄社区、叶圩社区、韩庄社区、前周社区、杨圩社区、杨楼社区、佟圩社区和大华社区。